# 하게타카 (영화)
《하게타카》(ハゲタカ 하게타카[*])는 2009년에 개봉한 일본 영화이다. 작가 마야마 진의 경제 소설 시리즈 《하게타카》와 《하게타카 II》 (《바이아웃》), 《레드 존》을 원작으로 제작되었다.

## 개요
NHK 토요드라마 《하게타카》가 일본내외에서 높은 평가를 받자, 도호 등을 통해 영화화되었다.
드라마의 4년 후를 무대로 출연진과 제작진 모두 드라마와 거의 동일하게, 원작자 마야마 진이 집필한 속편 《레드 존》을 바탕으로 드라마의 후일담을 그릴 예정으로 2009년 5월 개봉을 목표로 2009년 1월 15일 크랭크 인했다.
2009년 5월에 영화 개봉에 맞춰 드라마의 소설판이 《TV판 하게타카》란 제목으로 상/하 2권으로 발매되었다.

## 출연진
와시즈 마사히코 - 오모리 나오
와시즈 펀드 대표. 일본 경제에 등을 돌리고 해외에서 생활하고 있다. 일본에서는 이미 과거의 인물로 취급되며 죽었다는 소문도 돌고 있다. 시바노의 요청으로 류와의 대결을 결심한다.
류이화 - 타마야마 테츠지
블루 월 파트너스 대표. 중국의 한촌 출신으로 잔류 일본인 고아 3세이다. 호라이즌사에서 인턴으로 있던 시절, 와시즈와 만난 적이 있다. 어린 시절부터 아카마 자동차에 대한 강한 애정을 갖고 있다.
미시마 유카 - 쿠리야마 치아키
도요 TV의 뉴스 캐스터. 34세가 된 지금도 현장취재를 나간다.
모리야마 - 코라 켄고
아카마 자동차의 비정규직 파견 사원. 류의 부추김(꾀임)에 넘어가 아카마 자동차에 대한 규탄 시위를 주최한다.
후루야 타카시 - 엔도 켄이치
아카마 자동차의 사장
니시노 오사무 - 마츠다 류헤이
여관 니시노야의 사장. IT 회사 사장 시절의 인맥을 이용해 와시즈에게 협력한다.
旅館社長。IT社長時代の人脈を利用し、鷲津の策に協力する。
이지마 료스케 - 나카오 아키라
아카마 자동차의 최대주주인 MGS은행의 은행장
시바노 타케오 - 시바타 쿄헤이
아카마 자동차의 집행임원

## 같이 보기
- 하게타카(드라마)